# Saint-Broladre
Saint-Broladre is een gemeente in het Franse departement Ille-et-Vilaine (regio Bretagne). De plaats maakt deel uit van het arrondissement Saint-Malo. Saint-Broladre telde op 1 januari 2022 1.166 inwoners.

## Geografie
De oppervlakte van Saint-Broladre bedroeg op 1 januari 2022 23,81 vierkante kilometer; de bevolkingsdichtheid was toen 49 inwoners per km².

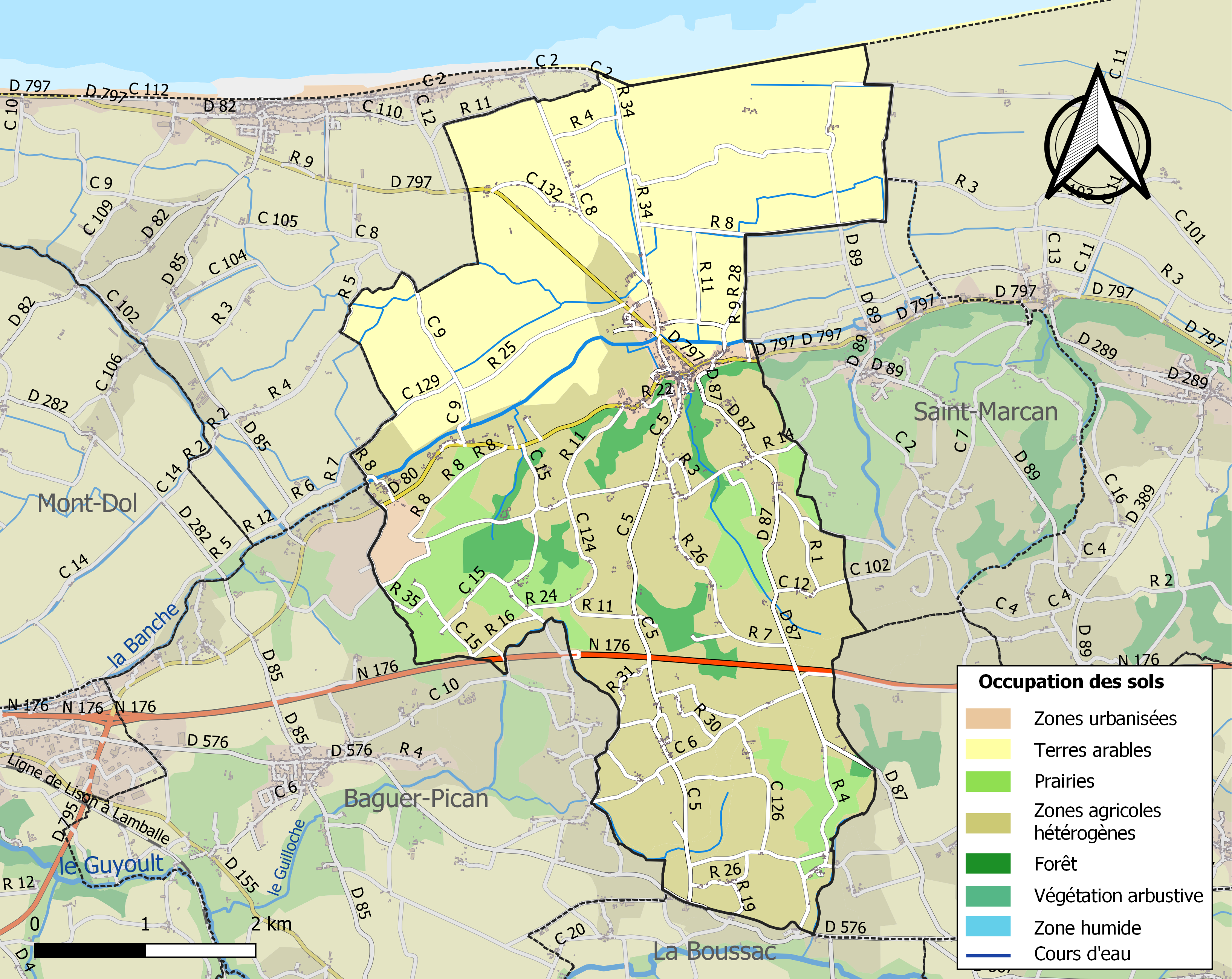
Kaart van de gemeente met belangrijkste infrastructuur, bodemgebruik en omliggende gemeenten

## Demografie
Onderstaande figuur toont het verloop van het inwonertal, bron: INSEE-tellingen. 